# Молочников, Александр Александрович
Алекса́ндр Алекса́ндрович Моло́чников (род. 14 апреля 1992, Санкт-Петербург) — российский актёр театра, кино и телевидения, режиссёр театра и кино, сценарист.

## Биография

### Ранние годы
Родился 14 апреля 1992 года в Санкт-Петербурге. Отец Александр Молочников из Ленинграда, преподаёт в Аничковом лицее, мама — Анна Немцова, журналистка, пишет в основном для западных изданий, бывает в горячих точках, её корни уходят в Нижний Новгород. Имеет русское происхождение по отцу, еврейское — по матери. Бабушка по материнской линии была психологом, а дед работал на местном телевидении и делал передачи про строительство. По линии деда приходится родственником советскому кинорежиссёру Леониду Исааковичу Менакеру (1929—2012).
В 2008 году окончил Аничков лицей.
В 2012 году окончил РАТИ-ГИТИС (актёрско-режиссёрский курс Леонида Хейфеца).

### Карьера
С 2012 по 2020 годы — актёр МХТ имени А. П. Чехова. На сцене МХТ дебютировал в роли Вронского в спектакле «Каренин».
Критики отметили успех актёра в главной роли в спектакле по пьесе Ульриха Пленцдорфа «Новые страдания юного В.» (режиссёр Василий Бархатов).
В 22 года стал самым молодым режиссёром МХТ имени А. П. Чехова.
18 апреля 2015 года вместе с актрисой Александрой Урсуляк был ведущим XXI церемонии вручения театральной премии «Золотая маска» на сцене театра им. Станиславского и Немировича-Данченко.
С 5 апреля по 3 мая 2020 года — участник 11-го сезона шоу «Танцы со звёздами» на телеканале «Россия-1» в паре с Анастасией Мельниковой, которое покинул по собственному желанию.
В 2022 году начал обучение в Колумбийском университете на факультете режиссуры.

### Личная жизнь
Состоял в отношениях с Екатериной Варнавой с 2020 года по июль 2022 года. Причины расставания пара не обнародовала.
В интервью Юрию Дудю рассказал, что они заключили брак в начале марта 2022 года, но расстались спустя несколько месяцев, сохранив дружеские отношения.
По состоянию на 2024 год встречался с продюсером фильма «Навальный» и актрисой Одессой Рэй.

## Работы

### Театр

#### Актёр
Санкт-Петербургский академический театр комедии имени Н. П. Акимова
- «Свидания в предместье» (по пьесе А. В. Вампилова «Старший сын», режиссёр Виктор Крамер) — Васечка[9]

Государственный драматический Театр на Литейном
- «Банкрот» (по пьесе «Свои люди — сочтёмся» А. Н. Островского, режиссёр Наталья Леонова) — Тишка, мальчик

Театр «Центр драматургии и режиссуры Алексея Казанцева и Михаила Рощина»
- «Медленный меч» (по пьесе Ю. М. Клавдиева, режиссёр Александр Созонов) — Юра

Московский академический музыкальный театр имени К. С. Станиславского и Вл. И. Немировича-Данченко
- «Сон в летнюю ночь» (по пьесе Уильяма Шекспира, режиссёр Кристофер Олден) — Пэк[10]

Театрально-культурный центр имени Вс. Мейерхольда
- «Маскарад Маскарад» (по мотивам драмы М. Ю. Лермонтова «Маскарад», режиссёр Михаил Угаров) — Дмитрий (Звездич)

МХТ имени А. П. Чехова
- «Каренин» (по мотивам романа Л. Н. Толстого «Анна Каренина», режиссёр Виестурс Мейкшанс) — Вронский и Пациент
- «Новые страдания юного В.» (по пьесе Ульриха Пленцдорфа, режиссёр Василий Бархатов) — Эдгар[3][4]
- «Пиквикский клуб» (по роману Чарльза Диккенса «Посмертные записки Пиквикского клуба», режиссёр Евгений Писарев) — Август Снодгарс, член-корреспондент Пиквикского клуба
- «Сказка о том, что мы можем, а чего нет» (по прозе Петра Луцика и Алексея Саморядова, режиссёр Марат Гацалов) — Яшка Писецкий
- «Соломенная шляпка из Италии» (по пьесе-водевилю Эжена Лабиша «Соломенная шляпка», режиссёр Тома Буве) — Фадинар, рантье
- «Удивительное путешествие кролика Эдварда» (по повести-сказке Кейт ДиКамилло, режиссёр Глеб Черепанов) — Эдвард
- «Лес» (по пьесе А. Н. Островского, режиссёр Кирилл Серебренников) — Буланов Алексей Сергеевич
- «Бунтари» (рок-спектакль Александра Молочникова; соавтор текста сцены «Веранда» — Александр Архипов; соавтор текста сцен «Швейцария», «Лопатинский кружок», «Николай I/ Нечаев», «Бал» — Михаил Идов)[11]
- «19.14» (кабаре Александра Молочникова; стихи — Дмитрий Быков; диалоги — Александр Архипов и Всеволод Бенигсен) — Жак
- «Светлый путь. 19.17» (утопия в двух частях Александра Молочникова; в создании текста принимал участие Андрей Золотарёв) — Художник

#### Режиссёр
МХТ имени А. П. Чехова
- 2014 — «19.14» (кабаре Александра Молочникова; стихи — Дмитрий Быков; диалоги — Александр Архипов и Всеволод Бенигсен)[12]
- 2015 — «Бунтари» (рок-спектакль Александра Молочникова; соавтор текста сцены «Веранда» — Александр Архипов; соавтор текста сцен «Швейцария», «Лопатинский кружок», «Николай I/ Нечаев», «Бал» — Михаил Идов)
- 14 февраля 2017 — «Ночь влюблённых» (сцены и песни из легендарных американских фильмов о любви)[13]
- 2017 — «Светлый путь. 19.17» (утопия в двух частях Александра Молочникова; в создании текста принимал участие Андрей Золотарёв)[14]

Большой театр
- 2019 — «Телефон. Медиум» (оперы; либретто — Джанкарло Менотти; дирижёр-постановщик — Алексей Верещагин)[15]
- 2021 — «Чайка» (балет; хореограф-постановщик — Юрий Посохов, композитор — Илья Демуцкий)

Театр на Малой Бронной
- 2020 — «Бульба. Пир» (Николай Гоголь; инсценировка — Саша Денисова)[16]
- 2022 — «Платонов болит» (Антон Чехов). Музыкальный трагифарс[17].

Театр Гешер (Тель-Авив)
- 2024 — «Преступление и наказание» (По роману Ф. М. Достоевского) — Страсти и терзания в стиле кабаре[18].

### Фильмография
- «Хрусталёв, машину!»
- «Счастье моё»
- «Груз 200»
- «Неоконченная пьеса для механического пианино»
- «Астенический синдром»
- «Конформист»
- «Большая жратва»
- «Грозовой перевал»
- «Вне закона»
- «Нефть»
- «Диллинджер мёртв»

#### Актёр
| Год  |     | Название              | Роль                                   |
| ---- | --- | --------------------- | -------------------------------------- |
| 2012 | с   | Каждый за себя        | Денис                                  |
| 2013 | с   | Студия 17 (6 серия)   | Паша, двоюродный брат Дениса, охранник |
| 2013 | с   | Жить дальше           | Вадим                                  |
| 2013 | ф   | Саранча               | Макс                                   |
| 2013 | ф   | Друзья друзей         | Никита                                 |
| 2014 | ф   | Чемпионы              | Саша                                   |
| 2014 | ф   | Братья Ч              | Николай Чехов                          |
| 2014 | ф   | Схватка               | студентик                              |
| 2015 | с   | Паук                  | Сергей Волчков, помощник модельера     |
| 2015 | с   | Творцы                | Вадик                                  |
| 2016 | ф   | Холодный фронт        | Илья                                   |
| 2016 | с   | Красные браслеты      | Саша, санитар                          |
| 2016 | с   | Пушкин                | Василий Киселёв / Андрей Червонский    |
| 2017 | ф   | Блокбастер            | Лёша, бойфренд Лизы                    |
| 2019 | ф   | Рассвет               | Кирилл                                 |
| 2019 | кор | Сбежавшие в Аризону   | камео                                  |
| 2020 | с   | Содержанки (10 серия) | мужчина в баре                         |
| 2020 | с   | Беезумие              | режиссёр Молочников                    |
| 2021 | ф   | Подвиг                | снимался                               |
| 2021 | с   | Содержанки 3          | Антон, актёр в баре                    |
| 2022 | ф   | Орёл и решка. Кино    | Владислав, ведущий                     |
| 2023 | ф   | Клипмейкеры           | Енисей                                 |

#### Режиссёр
- 2017 — Мифы
- 2019 — Сбежавшие в Аризону (совместно со Светланой Ходченковой)[20]
- 2020 — Беезумие
- 2020 — Скажи ей[21]
- 2022 — Монастырь

#### Сценарист
- 2017 — Мифы (совместно с Ольгой Хенкиной и Еленой Ваниной)
- 2019 — Сбежавшие в Аризону (совместно со Светланой Ходченковой)
- 2020 — Скажи ей (совместно с Ильей Тилькиным и Александром Талалом)
- 2022 — Монастырь (совместно с Александрой Ремизовой)

### Телевидение
- Передача «Ночь», рубрика «Еда» (Москва 24) — телеведущий
- 2012 — «Без башни» (СТС) — Александр Молочников («Интервью со звездой»)
- 2012 — «Люди Хэ» (СТС) — Даниил Радин (серии 5-8)

## Признание и награды
- 2014 — Лауреат XIX Премии Олега Табакова «За яркое и глубокое воплощение на сцене образа фарфоровой куклы с живым сердцем» за роль Эдварда в спектакле «Удивительное путешествие кролика Эдварда» (режиссёр Глеб Черепанов)[22].
- 2015 — Лауреат XX Премии Олега Табакова «За создание спектакля „19.14“ в Московском Художественном театре имени А. П. Чехова» (совместно с художником Николаем Симоновым)[23].
- 2015 — Специальный премия жюри Российской национальной театральной премии «Арлекин» за создание заглавной роли в спектакле «Удивительное путешествие кролика Эдварда».
- 2016 — Спектакль «19.14» вошёл в лонг-лист премии «Золотая маска», став одним из самых заметных спектаклей сезона 2014/2015 по мнению Экспертного совета[24].
- 2017 — Спектакль «Бунтари» вошёл в лонг-лист премии «Золотая маска», став одним из самых заметных спектаклей сезона 2015/2016 по мнению Экспертного совета[25].

## Общественная позиция
Сразу после начала полномасштабного военного вторжения России на Украину 24 февраля 2022 года Молочников в своём Instagram-канале написал:

Дорогие подписчики с Украины! Всю жизнь я езжу в вашу прекрасную страну, всегда изумляюсь гостеприимству, будь то Киев, Львов, Одесса, Каменец-Подольский, Черновцы, Донецк, города Крыма, это только те места, где посчастливилось бывать регулярно в детстве, почти каждое лето. Те города, где приглашали в дома просто так, кормили, учили радушию, с которым у нас всегда было хуже. Не хочется говорить банальности, просто простите, если сможете, Бога ради.

Позже он удалил это сообщение. Однако в августе 2022 года директор Большого театра Владимир Урин сообщил, что Молочников не будет участвовать в постановке двух опер, премьеры которых были запланированы в новом сезоне. Такое решение было принято в ответ на запрос депутата Государственной Думы РФ Дмитрия Кузнецова, секретаря рабочей группы по расследованию «антироссийской деятельности в сфере культуры», который требовал приостановить действие контракта с режиссёром (в случае его наличия) «до выяснения позиции» Молочникова по поводу войны на Украине.